# Arvid Johansson (elektrotekniker)
Johan Arvid Johansson, född 4 november 1882 i Tärna socken, Uppland, död 8 april 1946 i Stockholm, var en svensk elektrotekniker och ämbetsman.
Arvid Johansson var son till hemmansägaren Johan Alfred Johansson. Efter avgångsexamen från Technische Hochschule i Karlsruhe 1913 blev han först tekniskt biträde, därefter underingenjör vid Järnvägsstyrelsens elektrotekniska byrå, dit han, efter två år i enskilt järnvägsbolag, återkom som byråingenjör. 1919 erhöll han samma befattning vid Statens elektriska inspektion och var från 1920 till sin död förste byråingenjör vid Kommerskollegii industribyrå. 1928–1938 var han statens tillsyningsman över elektriska starkströmsanläggningar inom östra inspektionsområdet och samtidigt elektrisk specialinspektör vid Yrkesinspektionen. Från 1926 var Johansson brandförsäkringsanstalternas elektriska nämnd godkänd besiktningsman och från 1933 sakkunnig hos Skolöverstyrelsen beträffande den elektriska installatörsundervisningen. Från 1944 var han inspektör för den elektrotekniska yrkesundervisningen. Johansson publicerade Förordningen angående behörighet att utföra elektriska starkströmsanläggningar (1923) samt Råd och anvisningar för tillsyn och skötsel av elektriska starkströmsanläggningar (1925).